# Maoling
Maoling (kitajsko 茂陵, pinjin Mào Líng) ali Mavzolej Mao, je mavzolej cesarja Vuja iz dinastije Han (157–87 pr. n. št.). Mavzolej stoji v Šingpingu, Šaanši, približno 40 km zahodno od Šjana,  glavnega mesta province Šaanši. Maoling je ena od cesarskih grobnic dinastije Han. 

## Ozadje
Gradnja grobnice se je začela leta 139 pr. n. št., drugo leto vladavine cesarja Vuja,
  in trajala 53 let do dokončanja po cesarjevi smrti. Za gradnjo grobnice je bila porabljena približno tretjina letnih prihodkov dvora iz davkov in taks. 
Maoling je največja grobnica od več kot 20 cesarskih grobnic. Manjše grobnice, ki jo obdajajo, pripadajo članom dvora cesarja Vuja, kot sta bila cesarjeva najljubša priležnica gospa Li in vojaški strateg Huo Čubing (umrl 117 pr. n. št.). 
Mesto Maoling je nastalo med gradnjo grobnice.
Predmeti, najdeni v Vujevi grobnici, so shranjeni v muzeju Maolinga. Razstavljenih je 4100 predmetov in 14 zgodovinskih relikvij. 
Zlatega konja Maolinga, največjega pozlačenega konja, kar so jih kdaj našli na Kitajskem, so leta 1981 odkrili kmetje na polju v bližini mavzoleja. Leta 1985 so geofizikalne raziskave območja privedle do odkritja nahajališč zlata v okolici mavzoleja in pod njim.
Leta 2009 se je začela obnova najdišča. Kitajske oblasti so želele čim bolj ohraniti prvotni gradbeni material, vendar so priznale, da bo morala biti zaradi slabega stanja zamenjana vsaj polovica tega materiala. Študijo najdišča sta leta 2014 opravila Inštitut za ohranjanje Šaanšija in Univerza Vuhana.

## Opis
Grobnica je največja od vseh grobnic, zgrajenih v času dinastije Han. Znana je tudi kot Velika bela piramida, ker jo je pilot ameriške vojske med letom iz Indije na Kitajsko med drugo svetovno vojno videl kot "piramido z belim draguljem na vrhu".
Grobnica je trapezasta gomila s pravokotnim tlorisom  222 x 217 metrov, zgrajena iz nabite zemlje. Visoka je 47 metrov.